# Jules Eytel
Jules-D. Eytel (Vevey, 1 maart 1817 - Lausanne, 24 januari 1873) was een Zwitsers advocaat, hoogleraar en politicus voor de linkse radicalen uit het kanton Vaud.

## Biografie

### Jurist
Jules Eytel studeerde rechten in Lausanne en Heidelberg en vestigde zich in 1840 als advocaat bij de balie van Lausanne. Van 1846 tot 1849 was hij professor burgerlijk recht aan de rechtenacademie van Lausanne.

### Politicus

#### Standpunten
Eytel was een vooraanstaand politicus van de linkse radicalen binnen zijn kanton Vaud. Hij nam actief deel aan de revolutie in Vaud in 1845. In het begin van zijn politieke carrière publiceerde hij opiniestukken in de krant Le Peuple, die werd uitgegeven in de streek van zijn geboorteplaats Vevey. Na 1848 toonde hij zich als leider van de linkse vleugel binnen de politieke strekking van de radicalen en verzette hij zich in deze hoedanigheid tegen de zittende kantonnale regering van Vaud, niettegenstaande deze ook van radicale strekking was. In 1861 was hij vicevoorzitter van de constituante die het kanton Vaud een nieuwe grondwet bezorgde. In het kielzog daarvan sloot hij nadien een alliantie met de liberalen van Paul Cérésole. Samen slaagde ze er in om de zittende regering ten val te brengen, waarna Eytel in 1862 zelf tot de kantonnale regering zou toetreden. Hij zou echter al in 1863 ontslag nemen als gevolg van een campagne tegen hem vanwege zijn steun voor de aanleg van de Gotthardtunnel (in Vaud was men eerder voorstander van de Simplontunnel) en zijn centralistische opvattingen. Tegen de meerderheidsopvatting binnen de radicale politieke strekking toonde Eytel zich een voorstander van de godsdienstvrijheid.

#### Kantonnale politiek
Van 1845 tot 1861 zetelde Eytel in de Grote Raad van Vaud, het kantonnale parlement. In 1861 was hij lid en vicevoorzitter van de constituante. Vervolgens was hij van 1862 tot 1863 was hij lid van de Staatsraad van Vaud, de kantonnale regering, waarbinnen hij bevoegd was voor Openbaar Onderwijs en Religies.

#### Federale politiek
Van 1845 tot 1847 zetelde Eytel op federaal vlak in de Tagsatzung. Hij was nadien ook lid van beide kamers van de Bondsvergadering. Nadat hij verkozen geraakte bij de eerste federale parlementsverkiezingen van 1848, zetelde hij een eerste maal in de Nationale Raad tussen 6 november 1848 en 30 november 1851. Bij de volgende verkiezingen van 1851 kwam er een einde aan zijn eerste mandaat in de Nationale Raad. Een tiental jaar later zetelde hij tussen 7 juli 1862 en 1 februari 1863 in de andere kamer van de Bondsvergadering, de Kantonsraad. Bij de parlementsverkiezingen van 1863 geraakte hij voor een tweede maal verkozen in de Nationale Raad, waar hij opnieuw een legislatuur zou zetelen, tot 2 december 1866. Vervolgens zetelde hij vanaf 4 juli 1870 tot zijn overlijden op 24 januari 1873 een derde en laatste maal in de Nationale Raad.

## Trivia
- Van 1864 tot 1865 was Eytel lid van de raad van bestuur van de Union vaudoise du crédit.
- Eytel was vrijmetselaar.